# Moray Firth

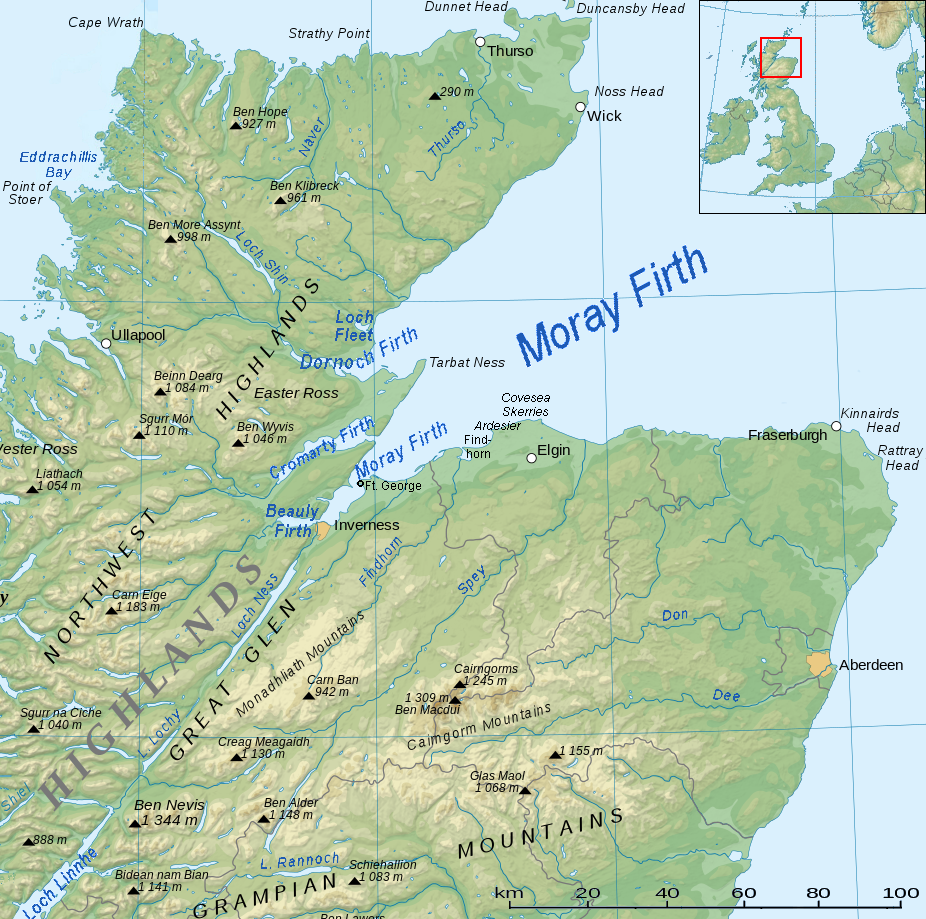
Lage, Gliederung und Umgebung des Moray Firth

Der Moray Firth [ˈmʌɹɪfɜːθ] (Schottisch-Gälisch: An Cuan Moireach oder Linne Mhoireibh) ist eine große Bucht der Nordsee an der Nordküste Schottlands.

## Geografie und Geologie

### Überblick
Der Moray Firth gilt als der größte Firth Großbritanniens. Diese Meeresbucht in der Form eines etwa gleichseitigen Dreiecks ist tektonisch vorgeformt. In der letzten Eiszeit war sie teilweise ganz vergletschert, ist also insgesamt ein Fjord. Darüber hinaus weisen ihre inneren Teile für sich ebenfalls Fjordcharakter auf. Der große Trichter zwischen Kinnairds Head bei Fraserburgh in Aberdeenshire und dem Duncansby Head bei John o’ Groats bzw. Noss Head bei Wick ist an der Öffnung 120 km breit und namentlich 120 km lang, mit anschließendem Beauly Firth über 130 km. Nach innen gabelt sich die große Bucht in zwei Trichter, deren größerer den 50 km langen inneren Teil des Moray Firth bildet. Seine Öffnung zwischen Burghead (oder auch Covesea Skerries bei Branderburgh) und Tarbat Ness ist 25 km breit. Der nördlich angrenzende weitere innere Trichter heißt Dornoch Firth, ist 40 km lang und an der Öffnung 16 km breit.
Der innere Trichter des Moray Firth wird 14 km vor Inverness durch zwei Landzungen zu einer S-Kurve eingeengt. Die Spitzen der Landzungen sind der Chanonry Point am Nordufer und Fort George am Südufer. Die längliche Bucht zwischen dieser Meerenge und Inverness wird auch Inverness Firth genannt. Am nominellen inneren Ende des Firth bei Inverness ist die Meeresbucht eigentlich noch nicht zu Ende, sondern nur seitlich durch das Spitzdelta des River Ness eingeengt. Der innerste Teil der Bucht heißt Beauly Firth und ist noch einmal zwölf Kilometer lang. In die Nordseite des inneren Trichters mündet durch eine schmale Lücke in einem Hügelrücken der 30 km lange Cromarty Firth.
Einschließlich aller anschließenden Buchten hat der Moray Firth eine Küstenlänge von über 800 km, zu einem nicht geringen Teil felsige Steilküsten. Im inneren Teil und an den Seitenarmen gibt es beachtliche Wattflächen. Die höchsten Gipfel in Ufernähe, sind der 1048 m hohe Ben Wyvis, sechs Kilometer vom Ende des Cromarty Firth, und der 692 m hohe Beinn Tharsiunn, weniger als 5 km südlich des Dornoch Firth.

### Innenfjorde
Die Mündungen der engen inneren Bereiche der Meeresarme weisen einen typischen Unterschied zu Fjorden in Norwegen auf. Während dort unter Wasser eine Schwelle liegt, haben hier die deutlich stärkeren Gezeitenströme die Meerengen an den Mündungen zu größerer Tiefe ausgewaschen als die Gewässerbereiche davor und dahinter. Dies gilt für die inneren 20 km (mit Beauly Firth 32 km) des Moray Firth, die inneren 28 km des Dornoch Firth, sowie den Cromarthy Firth und das in die Nordseite des äußeren Dornoch Firth mündende (Sea-) Loch Fleet.

### Flussmündungen

Moray Firth von Findhorn aus: Die erste Gegenküste endet im Tarbat Ness; dahinter der Dornoch Firth

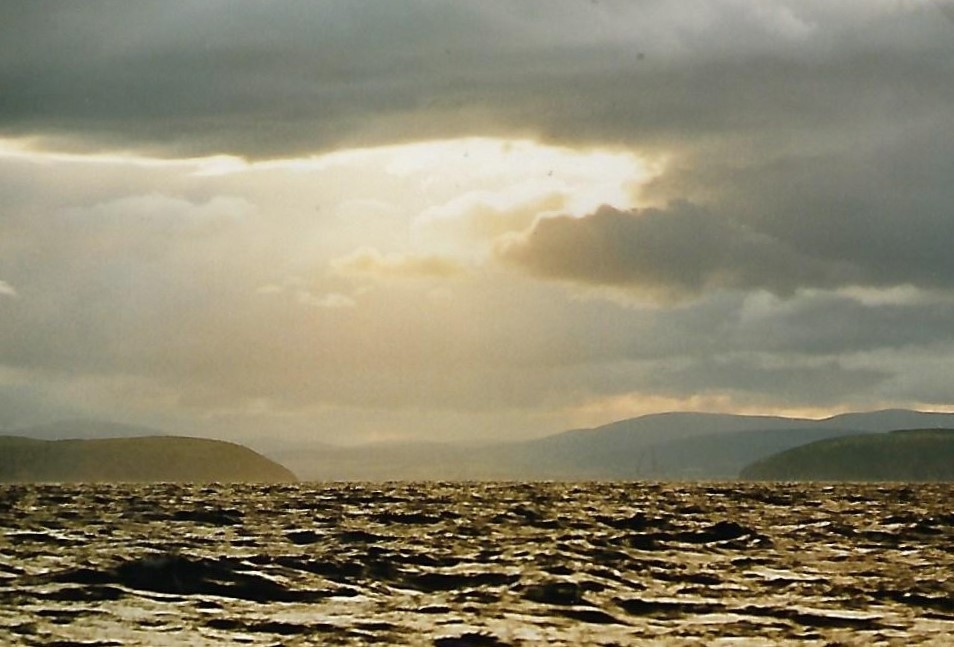
Ausgang des Moray Firth

Wegen der grobkörnigen Sedimentfracht aus den umgebenden Bergen münden trotz eines mittleren Tidenhubs von etwa drei Metern mehrere Gewässer mit einem sogenannten Spitzdelta, einer Landzunge, in der immer nur ein Mündungsarm gleichzeitig durchströmt wird. Es sind dies:
- River Ness
- Glass – Allt Grand (Cromarty Firth)
- Skiack
- in den Dornoch Firth mündend:
  - Strath Carron
  - West Fearn Burn
  - East Feran Burn
  - Edderton Burn

Es gibt außerdem Ästuare:
- Kyle of Sutherland (Dornoch Firth) mit den Zuflüssen
  - Oykel
  - Shin
  - River Cassley
  - Carron
- River Beauly
- River Conon (Cromarty Firth)
- River Lossi
- Fleet (Loch Fleet)

Lagune:
- Spey

## Der Moray Firth zur Zeit der Pikten

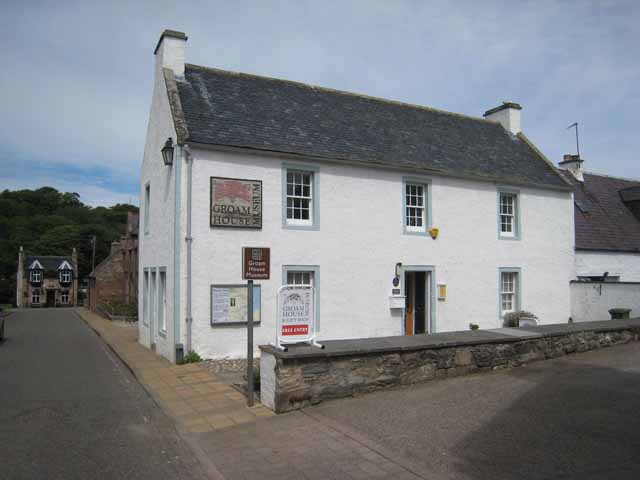
Groam House Museum

Der Bedeutung des Gebiets mit seinen guten Häfen und dem reichen Hinterland wird durch die Zahl piktischer Symbolsteine und Cross-Slabs sowie durch das Fort von Burghead angezeigt. Das Grenn Castle, ein kleines Promontory Fort, liegt bei Portknockie. Es wurde von einer Palisade umgeben und die Ausgrabung offenbarte Spuren einer rechteckigen Halle. 
Halbwegs zwischen Burghead und Lossiemouth, bei Covesea, liegt Sculptor’s Cave („Die Höhle des Bildhauers“). Benannt nach den Ritzungen auf den Wänden, von denen einige typisch piktisch sind. Die große Höhle hat mindestens zwei Hauptphasen erlebt. Eine zu Anfang des 1. Jahrtausends v. Chr. und eine zweite, die die Symbole um den Eingang zur Höhle hinterließ, zeitgleich mit den Aktivitäten auf Burghead Fort in piktischer Zeit. Die Gegend ist auch eines der Verbreitungszentren der Carved Stone Balls. Auf der Nordseite des Firth war später Rosemarkie mit dem „Fairy Glen“ ein kirchliches Zentrum, wo im Groam House Museum, einige feine Cross-Slabs bzw. piktische Symbolsteine zu sehen sind.

## Naturschutz
Der Moray Firth gehört zu den bedeutendsten Plätzen an der Küste des Vereinigten Königreiches für die Walbeobachtung. Der bekannteste Beobachtungspunkt für Wale und Wildtiere liegt in Chanonry Point. Der innere Moray Firth, das Gebiet von Inverness bis Chanonry Point, ist als Vogelschutzgebiet (engl. Special Protection Area) nach EU-Richtlinie ausgewiesen.

## Wirtschaft
Das Gebiet des Outer Moray Firth umfasst ein wichtiges Nordseeölfeld, das Beatrice Ölfeld, an der schottischen Küste. Gleichzeitig ist der Moray Firth auch ein bedeutendes Fischereigebiet, in dem sich die Fischindustrie vor allem auf Kaisergranat und Kammmuscheln konzentriert. Für 2017 ist der Baubeginn für den Offshore-Windpark Beatrice in der Bucht geplant, nachdem dort zwei Anlagen als Demonstrations-Projekt errichtet wurden.

## Referenzpunkte
|                             | Längen- und Breitengrad |
| --------------------------- | ----------------------- |
| Duncansby Head              | 58° 39′ N, 3° 1′ W      |
| Chanonry Point              | 57° 34′ N, 4° 5′ W      |
| Inverness (Kessock Bridge)  | 57° 30′ N, 4° 14′ W     |
| Fraserburgh (Kinnaird Head) | 57° 42′ N, 2° 0′ W      |

### Karten
- Bartholomew Half Inch to the Mile Maps: Sheet 21 - Inverness & Spey
- National Library of Scotland → Historische Landkarten: Sheet 28 - Inverness (1961)

### Geologie
- Poster zur Geologie des Moray Firth
- Coastal Assessment Survey: Inner Moray Firth (Sept 1999)
- Scottish Natural Heritage No 50 (1996): The Dornoch, Cromarty and Beauly/Inverness Firths
- Scottish Natural Heritage No 51 (1996): Estuaries of the Outer Moray Firth
- Morphology and significance of transverse ridges (de Geer moraines) adjacent to the Moray Firth, NE Scotland
- Ardesier Peninsula part of a suite of glaciomarine ice-contact deposits

### Biologie und Naturschutz
- UK government website re its status as a protected site
- Scottish government press release about seal management in the firth
- The Moray Firth Wildlife Centre
- The Moray Firth Partnership
- Whale and Dolphin Conservation Society